# Palm Jumeirah

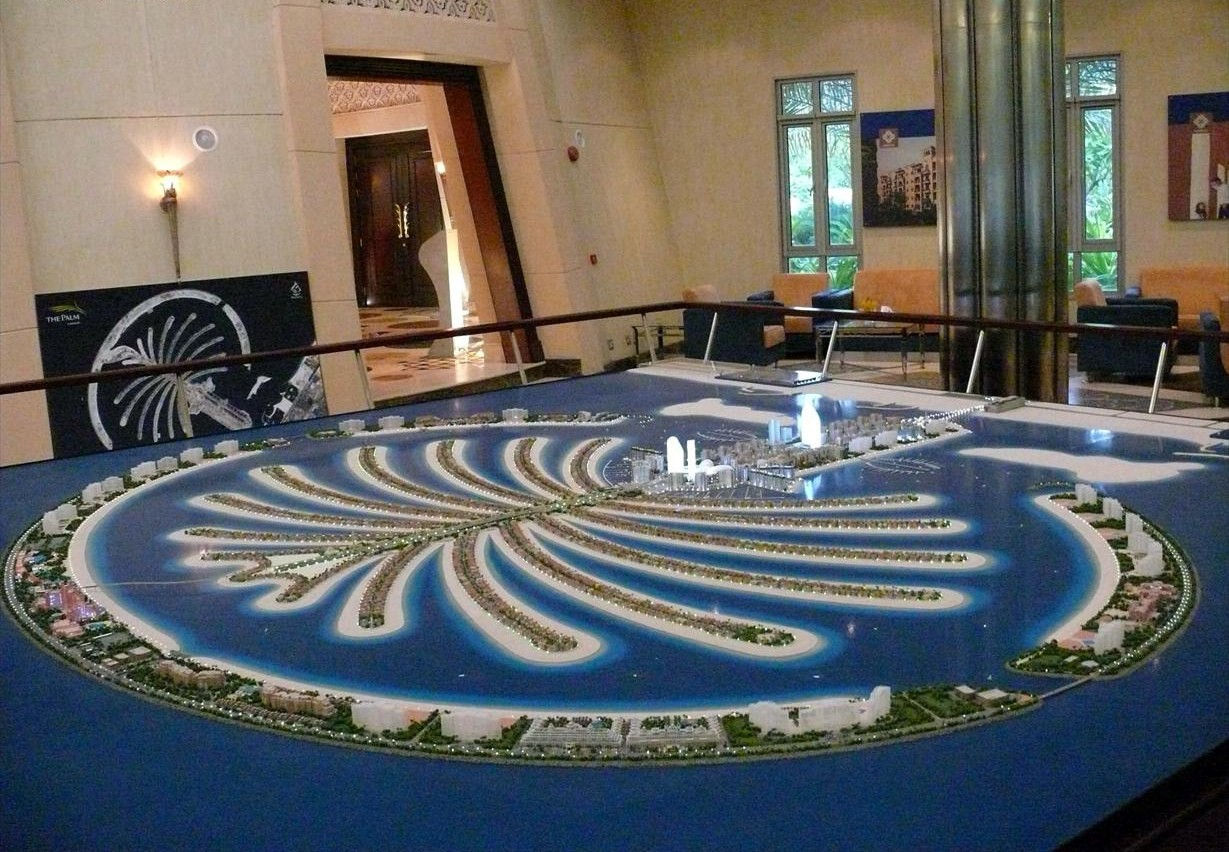
A sziget tervezete

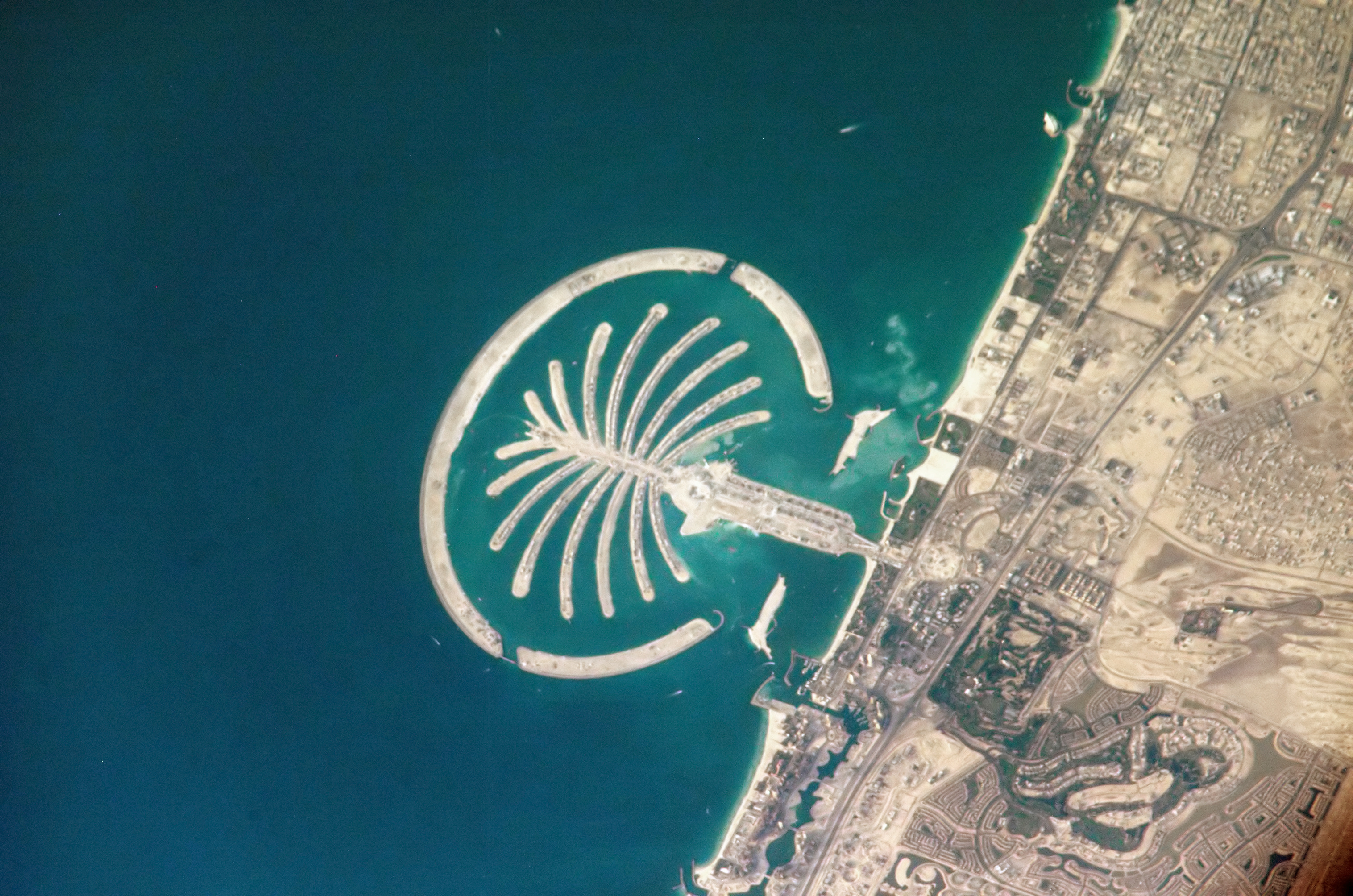
Az épülő sziget 2005-ben

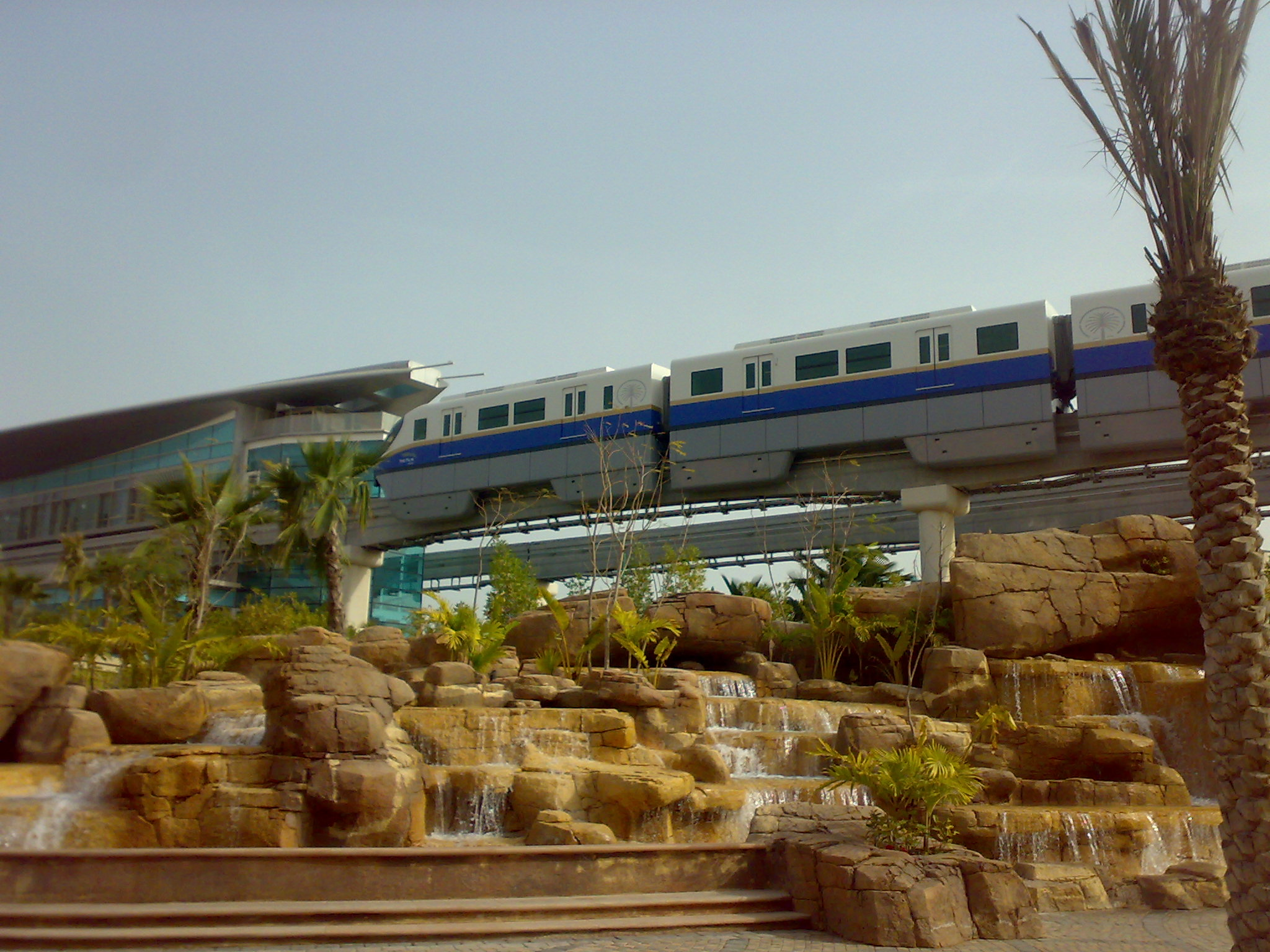
A Dubaji monorail

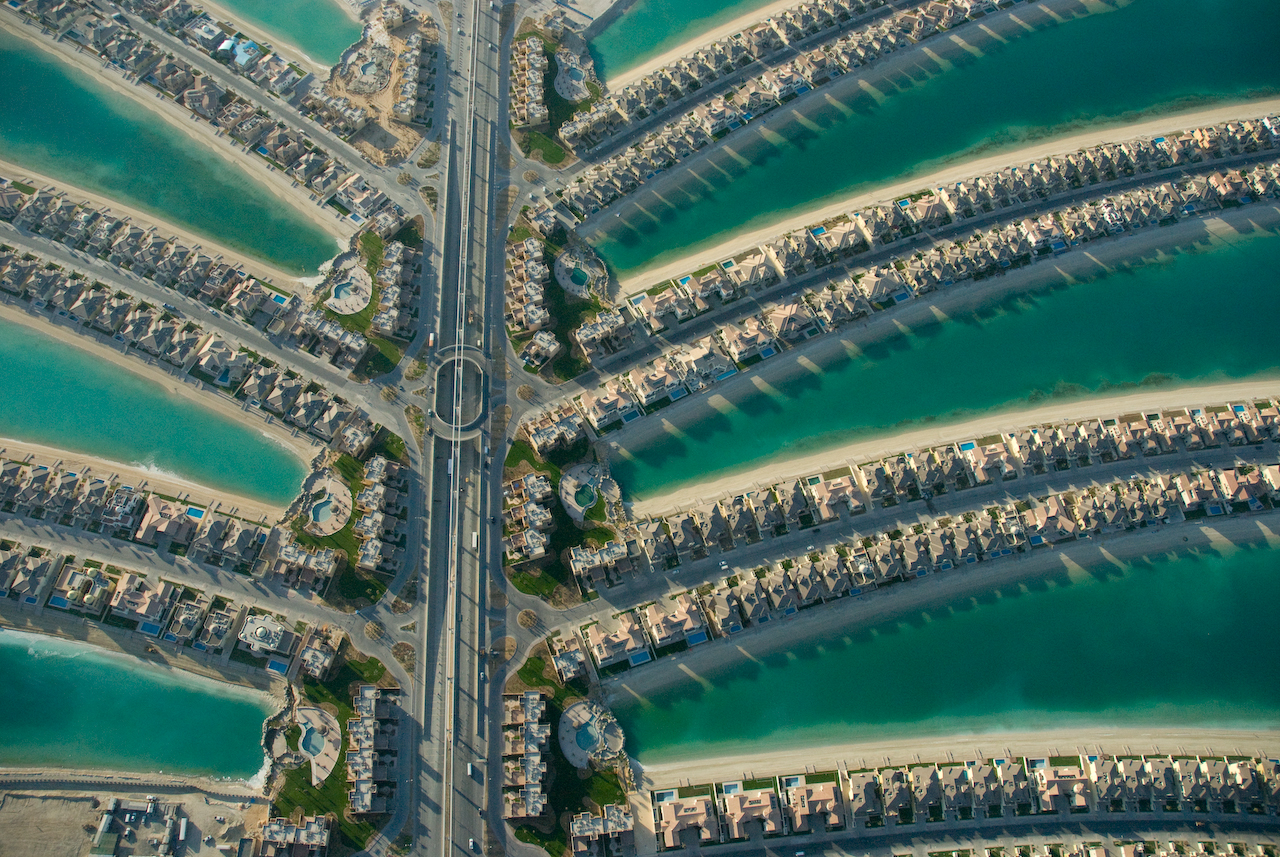
Magánvillák a szigeten

A Palm Jumeirah (ismert még mint a Pálma-sziget) egy pálmafát formázó, mesterséges sziget Dubaj városában, a Perzsa-öbölben. A Pálma-szigeteknek nevezett projekt szigetei közül, az építkezések befejeztével ez lesz a legkisebb méretű a három (Deira, Jebel Ali és Jumeirah) mesterséges sziget közül. Nevét Dubaj Jumeirah nevű városrészéről kapta.
Levelein luxusvillák, törzsén és a védelmét szolgáló hullámtörőn szállodák kaptak helyet.

## Építkezés
A Pálma-Sziget építését előzetes kutatómunka és tanulmányok előzték meg. Az építkezések 2001 júniusában kezdődtek. A munkálatok során 90 millió m³ (a Perzsa-öböl aljából nyert) homokot és 7 millió tonna követ használtak fel. A pálmafát egy 12 km hosszú és 5 km átmérőjű, félhold alakú hullámtörő gát védi a hullámok ellen. Megépítésében 40 000 munkás vett részt, a végső költsége pedig 12,3 milliárd dollárba került.

## Közlekedés
A szigetet a szárazfölddel a Dubaji monorail köti össze.

## Hotelek
A szigeten a magánvillákon kívül több hotel is üzemel
- The Fairmont Palm Hotel & Resort
- Kempinski Hotel & Residences,
- Rixos The Palm Dubai
- Atlantis The Palm
- Royal Club, Dubai
- Oceana, The Palm Jumeirah
- Jumeirah Zabeel Saray
- Oceana Residence, Palm Jumeirah
- Tiara Residence
- One & Only The Palm
- Palm Jumeirah Residences
- Beach Apartments, Palm Jumeirah
- The Residences, Palm Jumeirah